# ناحیه تقرت
ناحیه تقرت (به عربی: دائرة تقرت) یک ناحیه در الجزایر است که در استان ورقله واقع شده‌است. ناحیه تقرت ۴۰۴ کیلومتر مربع مساحت و ۱۴۶٬۱۰۸ نفر جمعیت دارد.